# Baby I Love U!
Baby I Love U! (pisana też jako "Baby I ♥ U!) – czwarty i ostatni singel z albumu Jennifer Lopez- This Is Me... Then. Został wydany w 2004 roku i był najmniej popularnym singlem z tej płyty. Na U.S. Billboard Hot 100 znalazł się na 72. pozycji, jednak w Wielkiej Brytanii znalazł się na trzeciej pozycji. Stał się tam 65. najlepiej sprzedającym się singlem w 2004 roku, w ilości 80 000 sprzedanych kopii. Utwór został też zremiksowany przez R. Kelly'ego, ale nie został oficjalnie wydany. Remiks można znaleźć na CD dołączonym do DVD "The Reel Me".

## Teledysk
Teledysk został nakręcony przez Melerta Avisa. Zostały w nim użyte sceny z filmu Lopez "Gigli" z 2003 roku, w ramach promocji filmu. Był on pokazywany na MTV i VH1 zanim film stał się hitem. Został później zastąpiony przez wersję bez scen z "Gigli".

## Lista utworów
UK CD single
1. "Baby I Love U!" (Album Version)
2. "Baby I Love U!" (R. Kelly Remix)
3. "Baby I Love U!" (Video)

Holenderski promo single
1. "Baby I Love U!" (Album Version)
2. "Baby I Love U!" (R. Kelly Remix)

## Pozycje na listach przebojów
| Lista (2004)                         | Najwyższa pozycja |
| ------------------------------------ | ----------------- |
| Irish Singles Chart                  | 16                |
| UK Singles Chart                     | 3                 |
| U.S. Billboard Hot 100               | 72                |
| U.S. Billboard Hot R&B/Hip-Hop Songs | 55                |